# Aardbeivlinder

Aardbeivlinder in La Brenne (Frankrijk)

De aardbeivlinder (Pyrgus malvae) is een dagvlinder uit de familie Hesperiidae (dikkopjes). 
De soortaanduiding malvae verwijst naar kaasjeskruid (Malva), door Linnaeus ten onrechte als waardplant gezien van deze soort.

## Beschrijving
De voorvleugel heeft een lengte van ongeveer 11 mm en de aardbeivlinder is daarmee een klein vlindertje. De grondkleur van de bovenzijde van de vleugels is donkerbruin, met scherp afgezette witte vlekken. Langs de achterranden van de vleugels loopt een rij wat meer grijze stippen. De franje aan de vleugel is geblokt, zoals gebruikelijk bij vlinders in het geslacht Pyrgus. Een duidelijk kenmerk is de kiesvormige vlek op de achtervleugel, die in de richting van de voorrand ligt. De onderzijde heeft een meer lichtbruine grondkleur. De antennes zijn zwart-wit gestreept met naar buiten gebogen uiteinden.
De kleine rupsen zijn geelgroen met een dunne zwarte rugstreep en dunne gele lengtestrepen, en over het gehele lijf behaard met wittige haren. De kop is donkerbruin tot zwart. Uiteindelijk wordt de rups 17 tot 19 millimeter lang.

## Levenscyclus en gedrag
De waardplanten van de soort zijn gewone agrimonie, vijfvingerkruid, bosaardbei, framboos en ook wel andere planten uit de rozenfamilie zoals tormentil. Na de paring zoekt het vrouwtje naar een geschikte waardplant, meestal een kleine jonge kleine plant en in elk geval niet overgroeid door grassen of kruiden. Kale plekken lijken een rol te spelen bij het zoeken naar geschikte plaatsen om eitjes af te zetten. Bij onderzoek op halfdroog kalkgrasland bleken molshopen met voldoende potentiële waardplanten bij voorkeur uitgekozen te worden. Deze plaatsen hebben een warmer en daardoor geschikt microklimaat. Het vrouwtje vliegt laag over het land, kiest vervolgens een waardplant, controleert een blad door eroverheen te lopen en de onderzijde te bevoelen met haar achterlijf en plaatst daarna één eitje op de onderzijde van het blad bij de rand. Na 5 tot 14 dagen komt het ei uit. De rups maakt een kokertje door bladeren van de waardplant samen te spinnen en komt daar alleen 's ochtends en 's avonds uit om te eten. De rups verpopt na 56 tot 68 dagen. De pop valt in het kokertje van blad, dat is verdord, op de bodem en overwintert daar. Na ongeveer 9 tot 10 maanden (280 tot 330 dagen) sluipt de volwassen vlinder uit, maar in sommige gevallen zou de pop ook tweemaal overwinteren. 
De vlinder is honkvast, maar wel een actieve en snelle vlieger. Slechts zelden worden zwervers buiten de bekende leefgebieden waargenomen, maar waarnemingen langs slootkanten met geschikte waardplanten duidt erop dat dergelijke onderdelen van het landschap gebruikt zouden kunnen worden om nieuw leefgebied te bereiken. De vlinder zont graag op kale plekken op de grond. Mannetjes bewaken hun territorium vanaf een hogere plaats in de vegetatie, vanwaaruit langskomende vrouwtjes worden achtervolgd tot in de vegetatie. Tijdens de paring, die anderhalf uur kan duren, open en sluiten de vlinders hun vleugels en trappelen de vlinders soms met hun achterpoten op het lijf van de partner.
De vliegtijd is van eind april tot en met juni, soms vliegt er in de zomer een (partiële) tweede generatie.

## Verspreiding en leefgebied
De aardbeivlinder komt voor in een groot deel van het Palearctisch gebied, van de Britse Eilanden tot Korea en van het Middellandse Zeegebied tot het midden van Fennoscandinavië (65° noorderbreedte). Hij is waargenomen tot hoogtes van 1900 meter boven zeeniveau. De aardbeivlinder staat op de Nederlandse Rode Lijst als bedreigd, op de Vlaamse Rode Lijst als ernstig bedreigd en op de Waalse Rode Lijst als gevoelig.

### Habitat
De vlinder heeft een voorkeur voor terreinen met afgewisseld hogere en lagere vegetatie en met kale plekken, meestal bloemrijke graslanden, maar ook kalkgraslanden, open plekken in het bos, duinen en heideterreinen. De terreinen mogen zowel droog als nattig zijn.